# 1398 pr. n. št.

## Rojstva
- Tija, velika kraljeva žena faraona Amenhotepa III. († 1338 pr. n. št.)